# Deutsches Meisterschaftsrudern 1987
Das 98. Deutsche Meisterschaftsrudern wurde 1987 in München ausgetragen. Wie bereits im Vorjahr wurden Medaillen in 22 Bootsklassen vergeben, davon 14 bei den Männern und 8 bei den Frauen.

## Medaillengewinner

### Männer
| Bootsklasse                           | Gold | Silber | Bronze |
| ------------------------------------- | --- | --- | --- |
| Einer                                 | Peter-Michael Kolbe (Alster-RV Hanseat) | Christian Händle (RC Karlstadt 1928) | Joachim Bischof (Ludwigshafener RV von 1878) |
| Doppelzweier                          | RTHC Bayer Leverkusen Andreas Schmelz Ralf Thienel | Rgm. RV Cassel / Marbacher RV von 1920 Frank Günder Jens Münch | Rgm. Würzburger RV von 1875 / RC Zellingen Rudolf Satzinger Jürgen Fischer |
| Zweier ohne Steuermann                | Rgm. Hannoverscher RC von 1880 / Deutscher RC von 1884 Frank Richter Roland Baar | Würzburger RG Bayern Michael Twittmann Frank Dietrich | Rgm. TV 1877 Essen-Kupferdreh / Osnabrücker RV Ansgar Wessling Thomas Möllenkamp |
| Zweier mit Steuermann                 | Würzburger RG Bayern Hermann Greß Dieter Göpfert Tobias Müller (Stm.) | Rgm. Deutscher RC von 1884 / Hannoverscher RC von 1880 / Bremerhavener RV von 1889 Frank Richter Roland Baar Andreas Büschen (Stm.) | ETuF Essen Jochen Berger Janos Sztavcevics Martin Ruppel (Stm.) |
| Doppelvierer                          | Rgm. RK am Wannsee / Berliner RC / Berliner RC Welle-Poseidon / Duisburger RV Christoph Galandi Michael Lipok Falk Tonscheidt Andreas Reinke | Rgm. RK Normannia Braunschweig / IGOR Offenbach / RV Saar Undine / RG München 1972 Hartmut Reinke Thomas Schröpfer Oliver Grüner Armin Weyrauch | Rgm. Binger RG / Mannheimer RG Baden von 1880 / VWS Mannheim / IGOR Offenbach Jürgen Jahn Frank Schäfer Volker Franz Francisco Marban |
| Vierer ohne Steuermann                | Rgm. RC Hansa von 1898 / RC Witten / RK am Baldeneysee Georg Bauer Volker Grabow Jörg Puttlitz Guido Grabow | Rgm. RV Rauxel / RC Hansa von 1898 Eckhard Schultz Stefan Scholz Thomas Domian Volker Kioschis | Rgm. RC Hansa von 1898 / RC Westfalen Herdecke / RV Dorsten Mark Mauerwerk Matthias Mellinghaus Wolfgang Klapheck Dirk Balster |
| Vierer mit Steuermann                 | Rgm. RC Hansa Dortmund / RC Westfalen Herdecke / RV Dorsten / ETuF Essen Mark Mauerwerk Matthias Mellinghaus Wolfgang Klapheck Dirk Balster Martin Ruppel (Stm.) | Rgm. RC Hansa von 1898 / RK am Baldeneysee / Steeler RV / RV Blankenstein / RC Tegel 1886 Volker Zimmnau Georg Bauer Armin Eichholz Bahne Rabe Manfred Klein (Stm.)                                                                                                | Rgm. Berliner RK Brandenburgia / Berliner RC / Frankfurter RG Germania Teoman Öztürk Stefan Scharf Ralf Reinders Golo Geißler Thomas Alt (Stm.) |
| Achter                                | Rgm. RC Tegel 1886 / Berliner RK Brandenburgia / RV Rauxel / RC Hansa Dortmund / Steeler RV / RV Blankenstein Wolfgang Maennig Stefan Scholz Bahne Rabe Thomas Domian Volker Zimmnau Armin Eichholz Eckhard Schultz Volker Kioschis, Manfred Klein (Stm.)                               | Rgm. Berliner RK Brandenburgia / Berliner RC / Frankfurter RG Germania Michael Stindtmann Ralf Reinders Uwe Ausländer Teoman Öztürk Carsten Wiemann Golo Geißler Stefan Scharf Matthias Siejkowski Thomas Alt (Stm.)                                               | RC Favorite Hammonia Hamburg Andreas Hebbel Andreas Scharenberg Frank Krüger Stefan Wilk Christoph Dytert Ulf Reinhardt Scott Poppe Stefan Brahmst Klaus Fürst (Stm.)                                                                                                  |
| Leichtgewichts-Einer                  | Christian-Georg Warlich (RV Blankenstein) | Alwin Otten (WSV Meppen) | Wolfgang Birkner (Tübinger RV Fidelia) |
| Leichtgewichts-Doppelzweier           | Rgm. Kölner RV von 1877 / Ludwigshafener RV von 1878 Hartmut Schäfer Roland Ehrenfels | RC Westfalen Herdecke Dirk Habermann Uwe Habermann | Akademischer RC Würzburg Edgar Werner Elmar Werner |
| Leichtgewichts-Zweier ohne Steuermann | Rgm. RC Nassovia Höchst / Mainzer RG 1898 Udo Hennig Detlef Glitsch | RV Emscher Klaus Altena Roland Arend | RG Hansa Hamburg Ingo Grevemeyer Bernd Scheurich |
| Leichtgewichts-Doppelvierer           | Rgm. TSV Bremervörde / RC Germania Düsseldorf / Neusser RV Petric Harnischmacher Uwe Gerds Michael Buchheit Alexander Rauer | Rgm. Donau-RC Ingolstadt / Münchener RC von 1880 / Schweinfurter RC Franken / RG München 1972 Peter Polland Albert Bauer, Marcel Tully Andy Wolf | Rgm. RC Westfalen Herdecke / Kölner RV von 1877 / Ludwigshafener RV von 1878 Dirk Habermann Uwe Habermann Hartmut Schäfer Roland Ehrenfels |
| Leichtgewichts-Vierer ohne Steuermann | Rgm. WSV Honnef / Bremer RV von 1882 / RG Hansa Hamburg / Siegburger RV Thomas Palm Erik Ring Gerd Meyer Sebastian Franke | Rgm. RK am Wannsee / RC Nassovia Höchst / Ulmer RC Donau Bernhard Stomporowski Eric Zimmermann Harald Galster Andreas Hobler | Rgm. Duisburger RV / Lübecker RG von 1885 / Siegburger RV Malte-Tobias Wittek Jürgen-Matthias Seeler Wolfgang Stöcker Carsten Krüger |
| Leichtgewichts-Achter                 | Rgm. RK am Wannsee / RC Nassovia Höchst / Mainzer RG 1898 / Lübecker RK / RV Münster von 1882 / Tübinger RV Fidelia / Ulmer RC Donau Bernhard Stomporowski Björn Gehlsen Andreas Hobler Detlef Glitsch Eric Zimmermann Harald Galster Udo Hennig Wolfgang Birkner Thorsten Kreis (Stm.) | Rgm. WSV Honnef / Bremer RV von 1882 / RG Hansa Hamburg / RC Traben-Trarbach 1881 / Würzburger RV von 1875 / RV Emscher / Siegburger RV Peter Müller Holger Hill Klaus Altena Roland Arend Thomas Palm Gerd Meyer Erik Ring Sebastian Franke Jörg Dederding (Stm.) | Rgm. Duisburger RV / Karlsruher RV Wiking / Lübecker RG von 1885 / Siegburger RV / RR Uni Karlsruhe / ETuF Essen Herbert Rapp Norbert Schmid Uwe Bender Jürgen Schäfer Malte-Tobias Wittek Jürgen-Matthias Seeler Wolfgang Stöcker Carsten Krüger Martin Ruppel (Stm.) |

### Frauen
| Bootsklasse                           | Gold | Silber | Bronze |
| ------------------------------------- | --- | --- | --- |
| Einer                                 | Uta Kutz (Erster Kieler RC von 1862) | Andrea Klapheck (Ludwigshafener RV von 1878) | Walburga Elfert (RV Oberhausen)                                                                                |
| Doppelzweier                          | Kölner RV von 1877 Ines Gronwald Martina Kubicki | RV Saar Undine Gundula Helmrath Michaela Schemmerer                                                                                                | Heidelberger RK 1872 Antje Rehaag Heike Grunert                                                                |
| Zweier ohne Steuerfrau                | Rgm. Frauen-RV Freiweg Frankfurt Bettina Kämpf Cordula Keller | Rgm. Bremerhavener RV von 1889 / RK am Baldeneysee Gabriele Mehl Meike Holländer                                                                   | RC Hansa von 1898 Cerstin Petersmann Katrin Petersmann                                                         |
| Doppelvierer                          | Rgm. RV Collegia Berlin / Berliner RC Welle-Poseidon / Frankfurter RG Oberrad 1879 / Ludwigshafener RV von 1878 Andrea Klapheck Karin Molkentin Beate Brühe Kirsten Bartz           | Rgm. RV an den Teichwiesen / Hannoverscher RC von 1880 Swantje Gottesleben Adelheid Urbach Alrun Urbach Brigitte Hellmers                          | Rgm. RC Hansa von 1898 / Kölner RV von 1877 Ines Gronwald Martina Kubicki Cerstin Petersmann Katrin Petersmann |
| Vierer mit Steuerfrau                 | Rgm. RC Tegel 1886 / RV Rauxel / Dormagener RG Bayer / RC Hansa von 1898 / RC Hamm von 1890 Ingeburg Althoff Anja Schäfer Kerstin Rehders Elke Markwort Kerstin Peters (Steuerfrau) | Rgm. Frauen-RV Freiweg Frankfurt / Heilbronner RG Schwaben Bettina Kämpf Claudia Haßmann Cordula Keller Elisabeth Reiß Angelika Meyer (Steuerfrau) | Keine weiteren Boote am Start.                                                                                 |
| Leichtgewichts-Einer                  | Angela Schuster (Hanauer RG 1879) | Kirsten Fiehn (Lübecker Frauen-RG von 1907) | Margrit Franz (Ludwigshafener RV von 1878)                                                                     |
| Leichtgewichts-Doppelzweier           | Rgm. Heidelberger RK 1872 / Karlsruher RV Wiking Ute Zobeley Claudia Engels | RV an den Teichwiesen von 1965 Hamburg Brigitte Hellmers Alrun Urbach                                                                              | Heidelberger RK 1872 Claudia Fachinger Kristiane Zimmer                                                        |
| Leichtgewichts-Vierer ohne Steuerfrau | Rgm. Frauen-RV Freiweg Frankfurt / Heidelberger RK 1872 / Karlsruher RV Wiking / Hanauer RG 1879 Evelyn Herwegh Ute Zobeley Monika Wolf Claudia Engels                              | Rgm. RV Rauxel / TV 1877 Essen-Kupferdreh / RC Westfalen Herdecke / RV Emscher Bettina Steinke Kathrin Schmack Sonja Petri Susanne Brune           | Rgm. Karlsruher RV Wiking / Ulmer RC Donau Uta Schlechtinger Bettina Wünschmann Karin Zobeley Karin Fischer    |